# Otakar Hostinský

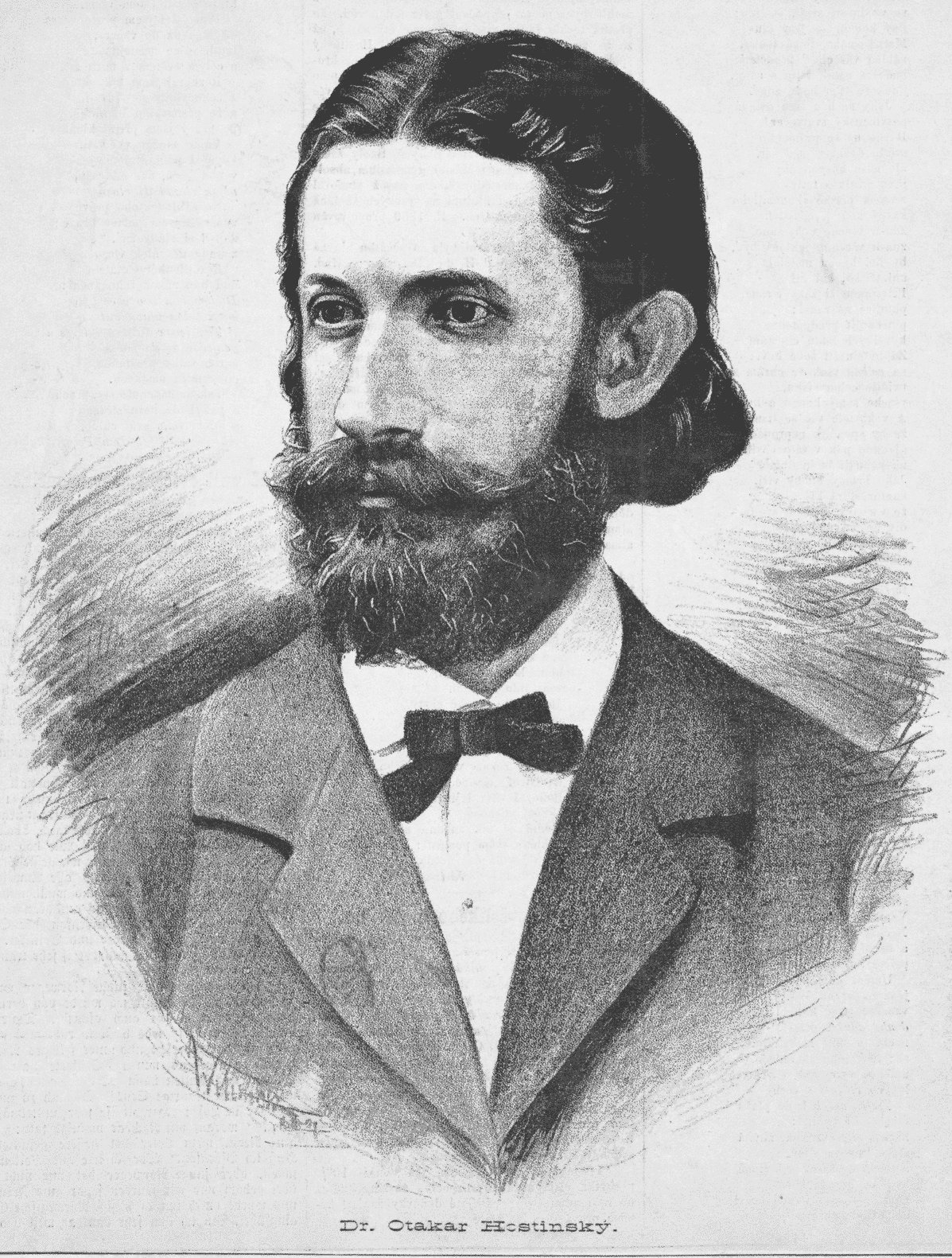
Jan Vilímek: O. Hostinský (1883)

Otakar Hostinský (* 2. Januar 1847 in Martinoves; † 19. Januar 1910 in Prag) war tschechischer Ästhetiker und Musikwissenschaftler, Literaturkritiker und Kunsttheoretiker.

## Leben
Hostinský war der Sohn eines Verwalters einer Zuckerfabrik. Nach dem Besuch des Gymnasiums in der Prager Neustadt 1865 studierte er Philosophie und Ästhetik in Prag und München. 1869 schrieb er seine Doktorarbeit. Nach seiner Ausbildung schrieb er für mehrere Zeitschriften und arbeitete am Almanch der tschechischen Studenten mit. 1874 bis 1876 nahm er Stellen eines Erziehers bei Adligen in Österreich, Deutschland und Italien an. 1877 wurde Hostinský Dozent an der Prager Universität. Gleichzeitig hielt er kunsthistorische Vorträge an der Akademie für die Malerei, der kunstindustriellen Schule und am Prager Konservatorium. 1883 ernannte man ihm zum Universitätsprofessor.

## Lehre
Sein ganzes Leben widmete er der Organisation des kulturellen Lebens. Er schrieb Artikel für die Zeitschriften Dalibor, Hudební listy, Pokrok, Lumír, Osvěty, Květy, Národní listy und andere, hielt öffentliche Vorträge, darunter auch in dem Künstlerdebattierklub Umělecká beseda. Er propagierte moderne Musikrichtungen, vor allem Werke von Richard Wagner und Bedřich Smetana. Hostinský war Vorstand der tschechischslawischen völkerkundlichen Vereinigung und der Philosophischen Einheit.
Seine ästhetische Anschauung beruhte auf Johann Friedrich Herbart. Hostinský verfasste zahlreiche Schriften, darunter naturwissenschaftliche, musische und historische. Er betonte den Grundsatz des Ideenreichtums und des Patriotismus in der Kunst und vertrat die Koexistenz von Realismus und Neuromantik.

## Werke
Die Ergebnisse seiner Arbeit veröffentlichte er in deutscher Sprache in Herbarts Aesthetik und in Tschechisch im Buch O významu praktických ideí Herbartových pro všeobecnou estetiku. Daneben verfasste er zahlreiche musikhistorische Arbeiten, so zum Beispiel über Smetana, Fibich und Wagner, darunter aber auch Forschungsergebnisse über das nationale Liedgut. Er ist ebenfalls Autor des Librettos zur Oper Die Braut von Messina von Zdeněk Fibich.

## Deutschsprachige Publikationen
- Das Musikalisch-Schöne und das Gesamtkunstwerk vom Standpunkte der formalen Aesthetik. Leipzig: Breitkopf & Härtel 1877.
- Die Lehre von den musikalischen Klängen: ein Beitrag zur aesthetischen Begründung der Harmonielehre. Prag: H. Dominicus 1879.
- Über die Bedeutung der praktischen Ideen Herbarts für die allgemeine Aesthetik. Prag: Řivnáč 1883.
- Herbarts Ästhetik in ihren grundlegenden Teilen quellenmässig dargestellt und erläutert. Hamburg – Leipzig: Leopold Voss 1891.